# James Coburn
James Harrison Coburn III (Laurel, 31 de agosto de 1928 – Los Angeles, 18 de novembro de 2002) foi um ator norte-americano famoso por interpretar papéis de "durão" no cinema e vencedor do Oscar de Melhor Ator Coadjuvante em 1999. Era neto de outro grande ator dos anos 40, também vencedor do Oscar, Charles Coburn.
Durante a era da Nova Hollywood, a imagem de Coburn se popularizou, tal como as de Lee Marvin, Steve McQueen, Charles Bronson e Clint Eastwood, conhecidos principalmente por filmes de ação e western.

## Biografia
James Harrison Coburn III começou a carreira em seriados da tv americana, especialmente westerns, se tornando conhecido no começo da década de 1960 por seu trabalho nos filmes Sete Homens e um Destino e Fugindo do Inferno, nos quais tinha papel de (coadjuvante/secundário) "durão" entre tantos astros como Yul Brynner, Charles Bronson e Steve McQueen.
Sua fama mundial chegou em 1966 como Derek Flint, o super espião americano criado por Hollywood para concorrer com James Bond, que fez dois filmes de grande popularidade, Flint contra o Gênio do Mal e Flint: Perigo Supremo, sendo o mais bem sucedido, em crítica e bilheteria, de todos os agentes que parodiavam 007 nos anos 60. Expert em Kung Fu (aprendido com Bruce Lee), o que lhe dava grande suavidade de movimentos e agilidade, Coburn encarnou com grande competência e carisma o agente secreto mulherengo, mestre em artes marciais, fluente em quarenta e sete idiomas, neurocirurgião, espadachim, físico nuclear, que vivia numa mansão com quatro lindas mulheres (uma alusão a Hugh Hefner, editor da revista Playboy) e divertiu legiões de fãs nas telas de todo o mundo, principalmente pelo tom de comédia e exagero maior que nos filmes de Bond, (na época, Sean Connery).
Após conseguir o status de superstar no cinema, Coburn, adepto do budismo e de um estilo de vida mais recatado e contemplativo, dedicou-se apenas a pequenos filmes independentes, o que o tirou do centro das atenções em Hollywood, por quase dez anos, devido ao fracasso destes filmes.
Foi graças a seu amigo, o diretor Sam Peckinpah (com quem trabalhara no faroeste Major Dundee de 1965),  que voltou às grandes produções no meio da década seguinte, com os filmes Pat Garret e Billy the Kid, com Kris Kristofferson, e Cruz de Ferro, um violento épico de guerra na frente russa da II Guerra Mundial.
Com um severo problema de artrite,  pouco filmou nos anos 80, voltando a participar mais ativamente de filmes na década de 90, em Jovens Demais Para Morrer, Queima de Arquivo, O Professor Aloprado, Maverick, O Troco até o Oscar de (coadjuvante/secundário) em 1998 como um velho durão e cruel que abusava de seu filho (Nick Nolte) em Temporada de Caça.
James Coburn morreu repentinamente em sua casa em Beverly Hills a 18 de novembro de 2002, com 74 anos, devido a um ataque cardíaco fulminante enquanto ouvia rádio, deixando mulher, filho e uma enteada. Foi sepultado no Westwood Village Memorial Park Cemetery.